# Кадыевская
Кадыевская — деревня в Устьянском районе Архангельской области.

## География
Находится в южной части Архангельской области на расстоянии приблизительно 71 км на северо-восток по прямой от административного центра района поселка Октябрьский на правом берегу реки Устья.

## История
В 1859 году здесь (деревня Вельского уезда Вологодской губернии) было учтено 20 дворов. До 2022 года была административным центром Череновского сельского поселения до его упразднения.

## Население
Численность населения: 156 человек (1859 год), 123 (русские 98 %) в 2002 году, 78 в 2010.